# Белочело тити
Белочелото тити (Callicebus ornatus) е вид бозайник от семейство Сакови (Pitheciidae). Видът е световно застрашен, със статут Уязвим.

## Разпространение
Разпространен е в Колумбия.